# Franz Böning
Franz Böning (* 7. September 1896 in Heidelberg; † 20. August 1972 ebenda) war ein deutscher Politiker (KPD).

## Leben und Beruf
Böning erlernte das Schlosserhandwerk und war später als Gewerkschaftssekretär tätig. Er war der jüngere Bruder des badischen KPD-Landtagsabgeordneten Hermann Böning (1894–1939). Böning gehörte in der Weimarer Republik der KPD an.
Nach der Machtübernahme der Nationalsozialisten wurde Böning gemeinsam mit weiteren KPD-Funktionären am 4. März 1933 verhaftet. Er wurde zeitweise aus politischen Gründen inhaftiert. Vom 28. August 1944 bis 11. September 1944 war er im Zusammenhang mit der Aktion Gewitter im Konzentrationslager Dachau in Haft.
Bereits im April 1945 beteiligte er sich mit anderen Heidelberger Kommunisten an Vorbereitungen zur Wiedergründung der dortigen KPD. Er wurde Zweiter Vorsitzender des Kartellvorstandes des Allgemeinen Freien Gewerkschaftsbundes in Heidelberg. Später war er hauptamtlich bei der Gewerkschaft der Eisenbahner Deutschlands (GdED) in Heidelberg angestellt. Wegen seiner kommunistischen Aktivitäten wurde er in den 1950er-Jahren aus der GdED ausgeschlossen.

## Abgeordneter
Bereits vor 1933 und von 1946 bis 1951 gehörte Böning dem Heidelberger Stadtparlament an. Er war 1946 als Vertreter der Gewerkschaften Mitglied der Vorläufigen Volksvertretung für Württemberg-Baden, die eine beratende Funktion gegenüber amerikanischer Besatzungsmacht und Landesregierung hatte und durch die am 30. Juli 1946 gewählte Verfassunggebende Landesversammlung abgelöst wurde. Bei den Bundestagswahlen 1949 und 1953 kandidierte er für die KPD im Wahlkreis Heidelberg, ohne jedoch ein Mandat zu erringen.